# People from Cecchetto
People from Cecchetto è un film documentario del 2023, diretto da Emanuele Imbucci, incentrato sulla vita e sulla carriera del talent scout e imprenditore Claudio Cecchetto.

## Trama
Il documentario si basa su numerose interviste a Claudio Cecchetto e a diversi dei "talenti" di maggiore successo che ha lanciato nel corso della sua carriera, la quale viene quindi ripercorsa tramite le loro parole, fra aneddoti e ricordi personali e professionali. Il tutto è intervallato da numerosi intermezzi video, musicali e non solo, degli anni '80 e '90.

## Distribuzione
Il film è stato trasmesso in prima TV su Rai 1 il 20 dicembre 2023, ottenendo 1.882.000 telespettatori con uno share pari al 10,2%.